# Chiralita

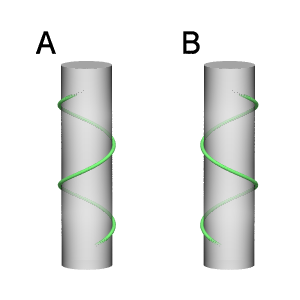
Šroubovice s opačnou chiralitou (A: pravotočivá, B: levotočivá)

Enantiomery aminokyseliny (L- a D-)

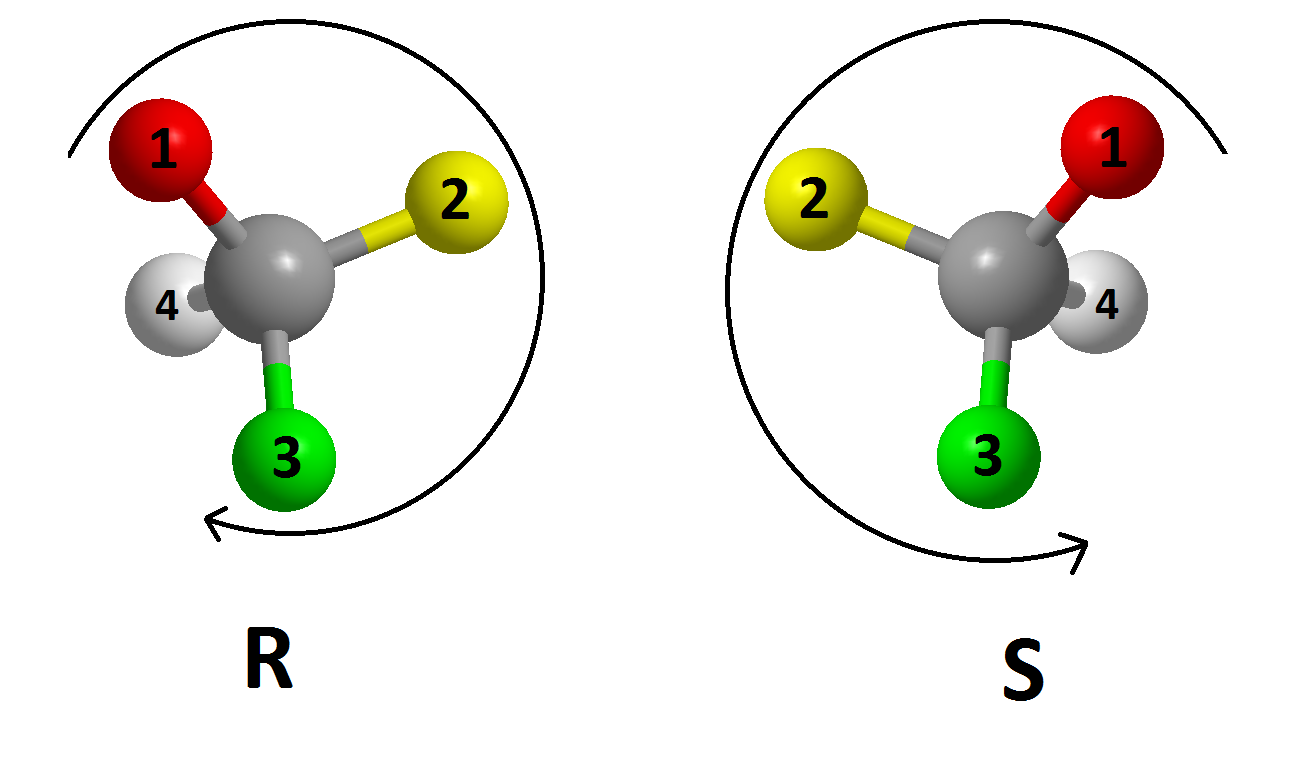
Cahnova-Ingoldova-Prelogova pravidla pro určování R/S; číslování od nejtěžšího k nejlehčímu

Chiralita označuje asymetrii prostorového rozložení objektu (např. molekuly), která je důležitá v některých oblastech vědy.
Jako chirální se označuje takový objekt, který není totožný se svým zrcadlovým obrazem, nemá střed ani rovinu symetrie, avšak může mít rotační osu symetrie. Vztah mezi objektem a jeho obrazem je podobný jako vztah mezi levou a pravou rukou. Chirální objekt a jeho obraz se označují jako enantiomorfy, v případě molekul se hovoří o enantiomerech.
Objekty, které nejsou chirální, se označují jako achirální. Achirální objekty mohou být ztotožněny se svým zrcadlovým obrazem.
Objekty, které se vyskytují pouze v jedné formě, se označují jako homochirální (např. přírodní aminokyseliny nebo sacharidy).

## Chiralita v chemii
Chiralita je běžná zejména u molekul organických látek. Chirální molekula obsahuje jeden nebo více středů chirality (chirálních atomů), což jsou atomy, které mají své sousedy navázány zrcadlově asymetricky. Většinou se jedná o atom uhlíku se čtyřmi různými substituenty. Pro označení konfigurace na chirálním atomu se používají stereodeskriptory R a S. Postaví-li se model molekuly tak, aby substituent s nejnižší prioritou směřoval dozadu, potom pravotočivá resp. levotočivá orientace v popředí rozmístěných zbylých substituentů ve směru klesající priority udává R resp. S konfiguraci. Priorita se určuje nejprve dle protonového čísla bezprostředně vázaného atomu, dále hmotnost, v případě izotopů. Při shodě se zohledňuje priorita v následné sféře porovnávaných substituentů. Při výskytu násobné vazby se posuzuje takto vázaný atom jako kdyby jich bylo navázán násobný počet, avšak případný následný řetězec je dále vázaný jen na jednom z nich, a na zbylých jsou jen tzv. "fantomové atomy", atd. (jedná se o Cahnova-Ingoldova-Prelogova pravidla).
Základní stavební látky organismů (sacharidy, bílkoviny i nukleové kyseliny) mají chirální molekuly, tedy existují ve formě alespoň dvou optických izomerů (platí, že má-li molekula n středů chirality, je počet optických izomerů roven 2n).
Chiralita chemické látky je také podmínkou pro její optickou aktivitu.
Dva izomery se všemi optickými centry s inverzní konfigurací se nazývají enantiomery a mají shodnou většinu fyzikálních a chemických vlastností (teplota tání, rozpustnost), liší se znaménkem optické otáčivosti, mohou se lišit v chemické reaktivitě s opticky aktivními činidly a mohou tvořit chirální krystaly. Dva izomery s alespoň jedním stejně a alespoň jedním opačně konfigurovaným centrem chirality se nazývají diastereomery a mají rozdílné fyzikální a chemické vlastnosti.
Zdrojem molekulární chirality může být jaderná chiralita, která se díky zesílení například autokatalytickou reakcí projeví makroskopicky.

## Chiralita v biologii
Protože základní stavební látky biologických systémů (sacharidy, bílkoviny i nukleové kyseliny) jsou chirální, přičemž organismy zpravidla využívají jen jednu z konfigurací, je chirálně závislá i biologická účinnost mnohých dalších látek. Nicméně lze dosáhnout i reakcí mezi různými chiralitami. Existuje hypotéza že „levoruká“ chiralita v biologii mohla být způsobena α-deuterovaným (jinak achirálním) glycinem jako katalyzátorem a následným šíření této preference na jiné molekuly.
V případě sacharidů a aminokyselin je běžnější označení optických antipodů pomocí D, L systému, který vyplývá z tzv. Fischerovy projekce založené na konfiguraci nejjednoduššího monosacharidu - glyceraldehydu. Analogicky k R, S systému označování optických izomerů, stereodeskriptory D a L označují absolutní konfiguraci. Byly pojmenovány dle optické otáčivosti sacharidů z latinského dexter (pravý) a laevus (levý). S optickou otáčivostí obecně však nesouvisí, např. L-alanin je opticky pravotočivý.
Odlišná konfigurace přitom může způsobovat buď neúčinnost (známým příkladem je vitamín C tj. kyselina L-askorbová a jeho výživově neúčinné chirální protějšky, kyselina D-askorbová, L-isoaskorbová a erythorbová, tj. D-isoaskorbová), nebo mít jiné, mnohdy i fatální účinky. To se týká zejména odlišného působení u látek chemické regulace (hormony, alkaloidy apod.). K jedovatosti přitom stačí změna v jednom centru chirality u velké makromolekuly – např. posttranslační nahrazení α-L-aminokyseliny za α-D-aminokyselinu v proteinovém řetězci je základem účinnosti některých bílkovinných antibiotik či jedů (jedy pralesních žab).
Na chirální konfiguraci záleží také u vyráběných protijedů (antidot) a mnohých léčiv. Proto je nutné dbát na důslednou separaci enantiomerů ve farmakologii. K tomu byla vyvinuta celá řada účinných metodik.
Úzce související oblastí je i působení na smysly živočichů. Enantiomery mohou mít úplně odlišné senzorické vlastnosti, což je dáno chiralitou smyslových receptorů. Známým příkladem jsou látky způsobující různé vůně např. citrusového ovoce (limonen a příbuzné sloučeniny) či vůně kuchyňského koření (karvon a příbuzné sloučeniny pro mátovou, kmínovou a fenyklovou vůni). Změna v jednom centru chirality u esterů methylthiohexanolu může změnit ovocnou vůni ve čpavou cibulovou či sirnou.
Chiralita se projevuje i v morfologii dvoustranně souměrných živočichů. Pravo-levá symetrie je zpravidla narušena u vnitřního uspořádání orgánů, ale někdy i u vnějších morfologických znaků. Chiralita je typická pro plže, jejichž tělesná stavba vznikla otočením útrobního vaku o 180°. Chirální geometrie jejich spirálovitých ulit se zpravidla zachovává; pokud dojde k jejímu obrácení u potomstva, vede to často buď k zániku dané generační linie nebo vzniku nového druhu, protože jedinci s opačně vinutou ulitou mají i pohlavní otvor na opačné straně a vzájemně se nemohou pářit. Chiralita může vznikat již v raném vývoji, u oddělení Spiralia je dána chirální podstatou spirálního rýhování vajíčka (tedy již ve stadiu osmibuněčného embrya). U všech skupin dvoustranně souměrných živočichů však může vznikat i v pozdější fázi ontogeneze, a stačí k tomu odchylka v jediném genu.
Chiralita se projevuje např. i ve funkčním uspořádání nervové řídicí soustavy obratlovců, zejména v rozložení funkčních center mozku, ale například i v řízení pohybového aparátu (např. pravorukost – levorukost).

## Chiralita v optice
Látky s chirálními molekulami stáčejí rovinu polarizovaného světla.

## Chiralita v částicové fyzice
Chiralita se uplatňuje také při popisu elementárních částic hmoty a jejich interakcí. Chiralita zde vystupuje i jako kvantové číslo jistých kvantových stavů (vlastní číslo operátoru chirality, kterým je tzv. pátá Diracova matice {\displaystyle \gamma ^{5}:=\mathrm {i} \gamma ^{0}\gamma ^{1}\gamma ^{2}\gamma ^{3}\,}).

Kvantové stavy leptonů a kvarků se popisují pomocí dirakovských bispinorů. S výhodou se využívá rozkladu stavu {\displaystyle \psi \,} do dvou složek s definovanou chiralitou (levotočivé – "L" a pravotočivé – "R"):
{\displaystyle \psi =\psi _{\mathrm {L} }+\psi _{\mathrm {R} }\,}
{\displaystyle \psi _{\mathrm {L} }={\tfrac {1}{2}}(1-\gamma ^{5})\psi }
{\displaystyle \psi _{\mathrm {R} }={\tfrac {1}{2}}(1+\gamma ^{5})\psi }
Ukazuje se, že v silných interakcích se projevuje dobrá chirální symetrie, narušená pouze díky nenulovosti klidových hmotností částic, slabé interakce jsou výrazně chirálně asymetrické – v interakčním lagrangiánu vystupují pravotočivé a levotočivé složky odlišně.